# Вальдгауер, Оскар Фердинандович
Оскар Фердинандович Вальдгауер (Вальдгауэр) (нем. Waldhauer; 2 [14] марта 1883, Виндава, Курляндская губерния — 14 января 1935, Ленинград) — русский и советский искусствовед, историк античного искусства.

## Биография
Родился 2 (14) марта 1883 года в Виндаве. Отец его был врачом, мать — пианисткой. Окончил классическую гимназию в Орле. Учился в Мюнхенском университете (1900—1903) у Адольфа Фуртвенглера. Профессор Ленинградского университета и Академии Художеств.
С 1903 года работал в Эрмитаже в качестве внештатного сотрудника, без оплаты. В 1913 году утвержден в должности хранителя Отделения древностей. Преподавал греческий язык и историю искусств в бывшем Реформатском училище. С 1917 года Вальдгауер занимает должность заведующего Отделом древностей. В 1927—1928 годах временно исполнял обязанности директора Эрмитажа.
Основные труды по публикации, атрибуции и систематизации античных памятников, хранящихся в музеях СССР, были связаны с актуальными проблемами советского искусствознания 20—30-х гг. (проблема реализма, портрет). Вальдгауер в числе первых ввёл научные методы организации музейной экспозиции.
Скончался 14 января 1935 года. Похоронен на Литераторских мостках на Волковом кладбище.

## Семья
Жена — Вальдгауер Нина Эрнестовна. Дочь — Вальдгауер Эдит Оскаровна (родилась в 1923 году). В 1935 году, вскоре после смерти О. Ф. Вальдгауера, его вдова и 12-летняя дочь были высланы из Ленинграда в Астрахань на 5 лет. В 1938 году вдова Вальдгауера была арестована по обвинению в шпионаже и расстреляна, дочь осталась круглой сиротой.